# Manchester United Football Club 1979-1980
Questa voce raccoglie le informazioni riguardanti il Manchester United Football Club nelle competizioni ufficiali della stagione 1979-1980

## Stagione
Cedendo alcuni giocatori della vecchia guardia e acquistando il solo Ray Wilkins, il Manchester United si ripropose tra le pretendenti al titolo: dopo aver dominato il girone di andata concludendo a pari punti con il Liverpool, i Red Devils inseguirono i rivali per tutto il girone di ritorno, raggiungendoli al penultimo turno e perdendo il primato alla giornata successiva a causa di una sconfitta esterna. Le prestazioni nelle coppe nazionali furono invece poco degne di nota, con la squadra che uscì nelle fasi iniziali delle competizioni.

## Maglie e sponsor
Vengono ripristinate tutte le divise introdotte durante la stagione 1975-1976.
| Manica sinistra · Manica sinistra · Maglietta · Maglietta · Manica destra · Manica destra · Pantaloncini · Calzettoni |

## Rosa
| N. |                             | Ruolo | Calciatore       |
| -- | --------------------------- | ----- | ---------------- |
| -  | Inghilterra (bandiera)      | P     | Gary Bailey      |
| -  | Irlanda (bandiera)          | P     | Paddy Roche      |
| -  | Scozia (bandiera)           | D     | Martin Buchan    |
| -  | Scozia (bandiera)           | D     | Stewart Houston  |
| -  | Jugoslavia (bandiera)       | D     | Nikola Jovanović |
| -  | Scozia (bandiera)           | D     | Arthur Albiston  |
| -  | Irlanda del Nord (bandiera) | D     | Jimmy Nicholl    |
| -  | Scozia (bandiera)           | D     | Gordon McQueen   |
| -  | Irlanda (bandiera)          | D     | Kevin Moran      |
| -  | Irlanda (bandiera)          | C     | Ashley Grimes    |
| -  | Irlanda del Nord (bandiera) | C     | Tom Sloan        |

| N. |                             | Ruolo | Calciatore      |
| -- | --------------------------- | ----- | --------------- |
| -  | Inghilterra (bandiera)      | C     | Ray Wilkins     |
| -  | Scozia (bandiera)           | C     | Lou Macari      |
| -  | Inghilterra (bandiera)      | C     | Steve Coppell   |
| -  | Irlanda del Nord (bandiera) | C     | Sammy McIlroy   |
| -  | Galles (bandiera)           | C     | Mickey Thomas   |
| -  | Inghilterra (bandiera)      | A     | Andy Ritchie    |
| -  | Scozia (bandiera)           | A     | Joe Jordan      |
| -  | Inghilterra (bandiera)      | A     | Jimmy Greenhoff |
| -  | Irlanda del Nord (bandiera) | A     | Chris McGrath   |
| -  | Scozia (bandiera)           | A     | Steve Paterson  |

## Statistiche

### Statistiche di squadra
| Competizione   | Punti | Totale | Totale | Totale | Totale | Totale | Totale | DR  |
| Competizione   | Punti | G      | V      | N      | P      | Gf     | Gs     | DR  |
| -------------- | ----- | ------ | ------ | ------ | ------ | ------ | ------ | --- |
| First Division | 58    | 42     | 24     | 10     | 8      | 65     | 35     | +30 |
| FA Cup         | -     | 2      | 1      | 0      | 1      | 1      | 2      | -1  |
| League Cup     | -     | 2      | 1      | 0      | 1      | 2      | 4      | -2  |
| Totale         |       | 46     | 27     | 10     | 10     | 68     | 41     | +27 |